# Dreamboat Annie (canção)
"Dreamboat Annie" é uma canção da banda americana de rock Heart, lançada em dezembro de 1976, como quarto single (terceiro nos EUA) do álbum de estreia de mesmo nome. Originalmente apareceu como lado B do single "Crazy On You". Existem três diferentes versões da mesma música no álbum, todas com suas peculiaridades: "Dreamboat Annie (Fantasy Child)" de 1:10 minutos, "Dreamboat Annie" de 2:02 minutos e "Dreamboat Annie (Reprise)" de 3:50 minutos. Enquanto a versão do single, que foi para as rádios, possui 2:57 minutos, com uma intro de "Crazy On You", mas essa versão não foi lançada para nenhum álbum.
Como o terceiro single da banda lançado nos Estados Unidos, alcançou a 42ª posição na parada Billboard Hot 100. É marcada por ter um som mais suave (soft rock) do que os outros singles anteriormente lançados pela banda. A canção também foi a primeira da banda a entrar para as paradas de músicas mais suaves e leves (easy listening), como a Billboard Adult Contemporary (que na época se chamava Billboard Easy Listening), onde alcançou a 17ª posição.

## Créditos
Tirado do encarte do álbum Dreamboat Annie, da versão de 2:02 minutos. Os créditos variam de versão para versão.
- Ann Wilson – vocalista principal
- Nancy Wilson – violão acústico, vocais de apoio
- Steve Fossen – baixo
- Howard Leese – sinos

Músicos adicionais
- Tessie Bensussen – vocais de apoio
- Geoff Foubert – vocais de apoio
- Jim Hill – vocais de apoio, banjo
- Kat Hendrikse – bateria

## Desempenho nas tabelas musicais
| País (Tabela musical) (1976)              | Posição de pico |
| ----------------------------------------- | --------------- |
| Canadá (RPM Top Singles)                  | 53              |
| Canadá (RPM Adult Contemporary)           | 31              |
| Países Baixos (Dutch Single Tip)          | 18              |
| Estados Unidos (Billboard Hot 100)        | 42              |
| Estados Unidos (Billboard Easy Listening) | 17              |
| Estados Unidos (Cashbox Top 100)          | 32              |